# Gewone vlier

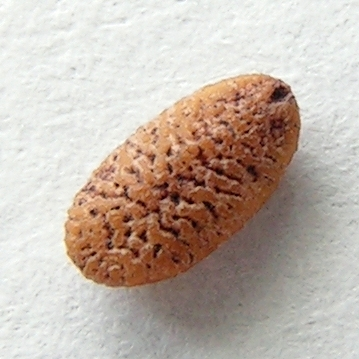
Zaad; de lengte is ongeveer 3 mm

Gewone vlier (Sambucus nigra) of zwarte vlier is een plantensoort uit de muskuskruidfamilie (Adoxaceae).
De soort is voor veel dieren giftig vanwege cyaanverbindingen in het blad. Ze wordt wel door het edelhert gegeten, dat geen moeite heeft de plantendelen te verteren.

## Kenmerken
Gewone vlier is een struik die een hoogte kan bereiken tot ± 7 m. De bladeren zijn tegenoverstaand en oneven geveerd. De plant bloeit van mei tot juli met geelachtig witte, sterk geurende bloemen die ook wel 'vlierbloesem' genoemd worden. De vruchten, die ook wel 'vlierbessen' genoemd worden, zijn in september en oktober rijp. Botanisch gezien zijn deze bessen steenvruchten. Rauwe vruchten smaken wrangzuur.

## Ecologie
Gewone vlier komt voor op eutrofe bodems. Ze komt veel voor in struwelen (vooral mantelvegetatie en heggen), in bossen en langs muren. Ze wordt zelfs in dakgoten, tussen plaveisel en op knotwilgen gevonden. De plant vermeerdert zich door zaad, dat met name door spreeuwen, die dol op de bessen zijn, wordt verspreid. De bestuiving vindt plaats door insecten. Gewone vlier is waardplant van de schemerbladroller, gewone coronamot en grijze kruidenmot. Op vlierhout is vaak de zwam echt judasoor te vinden.

### Syntaxonomie
In de syntaxonomie staat gewone vlier binnen de formatie van struwelen te boek als kensoort voor de klasse van doornstruwelen (Rhamno-Prunetea). Binnen de bossen geldt gewone vlier als kensoort voor de klasse van eiken- en beukenbossen op voedselrijke grond (Querco-Fagetea).

## Vermeerdering
Gewone vlier laat zich gemakkelijk vermeerderen uit een stek van een twijg.

## Gebruik
Het hout van gewone vlier is zacht en splintert niet, maar het is hard als het gedroogd is. Daarom kunnen er kleine gebruiksvoorwerpen en instrumenten van worden gemaakt.
Het merg van de twijgen wordt toegepast om kleine voorwerpen te beschermen.
Vroeger eindigde de afvoer van de gootsteen boven de grond net buiten de muur. Gewone vlier werd hiervoor geplant en onttrok dit gat dan aan het zicht.
Gekneusde bladeren bijeengebonden boven een deur of raam zouden muggen op afstand houden. Kransen van vliertakken legt men over de hoofden van paarden om lastige vliegen op afstand te houden.

### Medisch gebruik
Aan gewone vlier worden diverse heilzame werkingen toegeschreven. In het jaar 400 voor Christus, refereerde Hippocrates aan de vlier als zijn "medicijnkastje". Andere bekende klassieke geneesheren, waaronder Theophrastus, Dioscorides en Galenus, beschouwden de vlier als een van de beste geneeskrachtige planten uit de natuur. De plantkundige Hildegard van Bingen in de 12e eeuw en de medicus en auteur Martin Blochwich in de 17e eeuw, prezen eveneens het belang van de vlier.
Voorafgaand aan het tijdperk van de antibiotica, was vlier een van de belangrijkste ingrediënten in veel bereidingen van kruidengenezers, farmaceuten en medici. Vandaag de dag wordt vlier gebruikt als alternatief voor conventionele medicijnen en vooral in de vorm van een extract ter bestrijding van verkoudheid, virale infecties (Influenza en herpesvirussen). Vlier wordt vaak aanbevolen als complementaire therapie samen met de klassieke antioxidanten vitamine C en zink, ter ondersteuning van de natuurlijke herstelprocessen.
De Europese zwarte vlier is een rijke bron van plantenpigmenten en fenolische bestanddelen. Ze bevatten de flavonolen quercetine-3-glucoside en quercetine-3-rutinoside en een groot aantal anthocyanen, een groep fenolische bestanddelen verantwoordelijk voor de diepe rode, paarse en violette kleuren van veel fruit, groenten en dus ook vlierbessen. De anthocyanen in vlierbessen zijn cyanidine-3-sambubioside-5-glucoside, cyanidine-3,5-diglucoside, cyanidine-3-sambubioside, cyanidine-3-glucoside, cyanidine-3-rutinoside, pelargonidine-3-glucoside en pelargonidine-3-sambubioside. Na consumptie kunnen de anthocyanen in vlier de antioxidantstatus in het lichaam significant verhogen. Dierexperimenteel onderzoek en in-vitro-onderzoek heeft uitgewezen dat anthocyanen celdood (zowel apoptotische als necrotische processen) verminderen en het risico op hartinfarct verminderen door ontstekingsremmende en ontspannende effecten op de kransslagaders.
Gezeefde siroop van vlier is een huismiddel tegen keel- en buikpijn.

### Gebruik in de keuken
Van de bloeiwijzen worden als nagerecht vlierbloesembeignets gemaakt. De bloeiwijze wordt in pannenkoeken gebruikt. De Noord-Amerikaanse indianen frituren de bloesem. Van de bloemen maakt men siroop. Deze wordt ook geproduceerd in Engeland en staat bekend als Elderflower Cordial. In Zweden staat het bekend als Fläderblomssaft. De gedroogde bloesem wordt gebruikt om kruidenthee van te zetten. Van de vlierbloesem wordt een verfrissende limonade gemaakt, die ook bij verkoudheden wordt toegepast.
In de periode van Sint Jan (24 juni) de jonge scheuten gebruiken.
Vlierbessen bevatten veel vitamines. Per 100 gram bevat het bijvoorbeeld 18 à 36 milligram vitamine C en 1,6 milligram ijzer. De bessen bevatten de naar het geslacht genoemde licht giftige stof sambunigrine, die echter door koken onschadelijk wordt. Van de vruchten worden vruchtensap, sterke drank, jam, gelei en siroop gemaakt. Ook worden de bessen gebruikt voor het verven.
Zowel bloemen als bessen worden gebruikt voor het maken van vruchtenwijn. In Portugal werden de vlierbessen ook wel gebruikt om port mee te kleuren.

### Bijgeloof
Aan de bloesem van gewone vlier worden voorspellende krachten toegeschreven. In Centraal-Europa hangen jonge meisjes in de nacht van 21 juni een bloeiende bloeiwijze achter het bed. Hierdoor zal hun toekomstige echtgenoot zich in hun droom openbaren.
In de middeleeuwen had gewone vlier de reputatie dat hij als afweerkruid beschermde tegen hekserij. De soort was gewijd aan Vrouw Holle.
In hekserij en wicca is gewone vlier een heilige struik die niet verbrand mag worden. De Wiccan Rede waarschuwt in het Engels: Elder is the Lady's tree, burn it not or cursed you'll be ofwel Vlier is de boom van de Vrouwe, verbrand haar niet of je wordt vervloekt.

## Gelijkende taxa
Een in de natuur voorkomende variëteit van gewone vlier is peterselievlier (Sambucus nigra var. laciniata), die diep ingesneden bladeren heeft.
Kruidvlier (Sambucus ebulus) lijkt enigszins op gewone vlier in bloei en vruchten. Deze soort heeft daarentegen giftige bessen en moet niet gegeten worden. De soort is de onderscheiden door zijn groene, niet-houtige, gegroefde, kruidachtige stengels. Gewone vlier is een echte heester en heeft meer houtige stengels/stammen.
Trosvlier (Sambucus racemosa) of bergvlier bloeit een aantal maanden eerder dan gewone vlier en heeft rode bessen. Vroeger werden deze bessen gebruikt als braakmiddel. Het eten hiervan wordt dus sterk afgeraden.